# Oscar Branch Colquitt

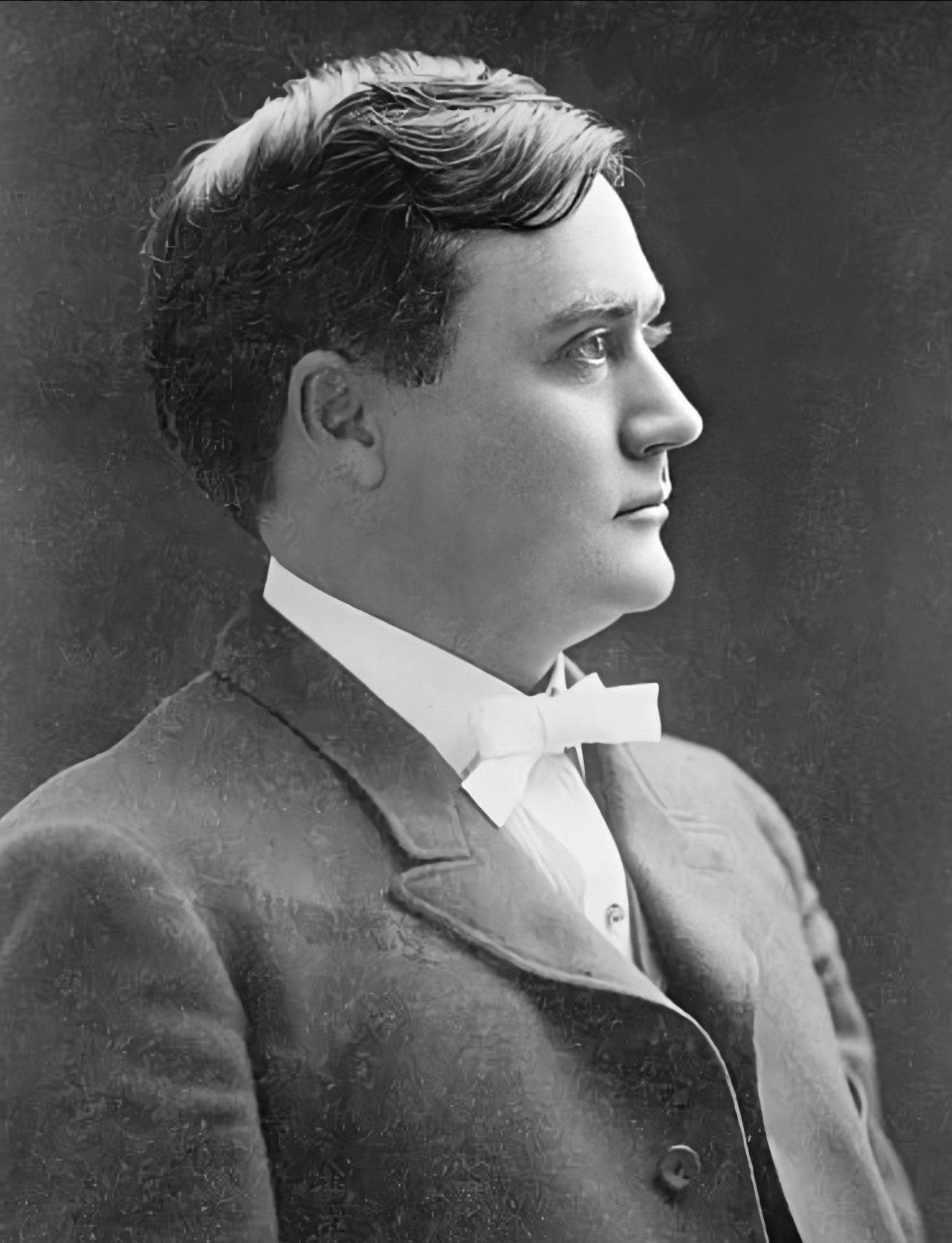
Oscar Branch Colquitt (1910)

Oscar Branch Colquitt (* 16. Dezember 1861 in Camilla, Mitchell County, Georgia; † 8. März 1940 in Dallas, Texas) war ein US-amerikanischer Politiker und von 1911 bis 1915 Gouverneur des Bundesstaates Texas.

## Frühe Jahre
Oscar Colquitt entstammte einer bekannten Politikerfamilie aus Georgia. Sein Onkel Alfred war Gouverneur von Georgia und vertrat seinen Staat in beiden Kammern des US-Kongresses. Sein Großvater Walter saß für den Staat Georgia ebenfalls sowohl im US-Senat als auch im US-Repräsentantenhaus.
Oscar Colquitt kam im Jahr 1878 mit seiner Familie nach Daingerfield im Morris County in Texas. Dort besuchte er die öffentlichen Schulen und arbeitete auch als Hilfskraft auf einer Farm. Später absolvierte er eine kurze Lehre im Druckereigewerbe und gründete mit der „Pittsburg Gazette“ seine eigene Zeitung in der Stadt Pittsburg. Im Jahr 1890 verkaufte er die Zeitung und gab stattdessen zwischen 1890 und 1897 in Terrell den „Times-Star“ heraus. Er war auch an der Gründung der First National Bank of Terrell und einer Baumwollspinnerei beteiligt.

## Politischer Aufstieg
Oscar Colquitt wurde Mitglied der Demokratischen Partei. Zwischen 1895 und 1899 gehörte er dem Senat von Texas an. Dort machte er sich einen Namen, indem er die Steuergesetze neu fasste. Colquitt wurde zu einem Steuerexperten und war Mitglied einer Steuerkommission. Zwischen 1903 und 1911 war er auch Eisenbahnbeauftragter des Staates Texas. Nach einem Jurastudium wurde er im Jahr 1900 als Rechtsanwalt zugelassen, worauf er zeitweise auch in diesem Beruf arbeitete. Im Jahr 1906 bewarb er sich erfolglos um das Amt des Gouverneurs seines Staates. Vier Jahre später wurde er dann doch in das höchste Amt seines Staates gewählt.

## Gouverneur von Texas
Colquitt trat sein neues Amt am 17. Januar 1911 an. Nach einer Wiederwahl im Jahr 1912 konnte er es bis zum 19. Januar 1915 ausüben. In dieser Zeit wurde die von seinen Vorgängern begonnene Gefängnisreform in Texas abgeschlossen, der Bildungshaushalt erhöht und die Arbeitsgesetze verbessert. Ein Prohibitionsgesetz scheiterte knapp in einer Volksabstimmung. Der Gouverneur musste sich auch mit einer oppositionellen Legislative auseinandersetzen. In seiner Regierungszeit kam es auch zu Grenzkonflikten mit Mexiko. Zweimal entsandte der Gouverneur die Texas Rangers in das Grenzgebiet, um die Ordnung wiederherzustellen. Später übernahm die US-Armee diese Aufgabe. Nachdem in Europa im August 1914 der Erste Weltkrieg ausgebrochen war, unterstützte der Gouverneur bis zum Kriegseintritt der Vereinigten Staaten die deutsche Seite.

## Weiterer Lebenslauf
Im Jahr 1916 bewarb sich Colquitt erfolglos um einen Sitz im US-Senat. Die folgenden zehn Jahre arbeitete er in der Ölindustrie in Dallas. 1928 unterstützte er gegen seine Partei den Präsidentschaftswahlkampf des Republikaners Herbert C. Hoover. Zwischen 1929 und 1933 war er Mitglied in einem Schlichtungsausschuss der Bundesregierung (Board of Mediation). Von 1935 bis zu seinem Tod im Jahr 1940 arbeitete Colquitt für die Reconstruction Finance Corporation, eine unabhängige Bundesbehörde. Oscar Colquitt starb nach einigen Schlaganfällen Ende der 1930er Jahre an einer Grippeinfektion in einem Krankenhaus in Dallas. Er war mit Alice Fuller Murrell verheiratet, mit der er fünf Kinder hatte.